# Étienne-Théodore Dommey
Étienne-Théodore Dommey est un architecte français, né à Bambeck (Hambourg) d'après le dossier de la Légion d'honneur, ou à Altona (Hambourg) d'après Ernest Glaeser et Charles Bauchal, le 22 mars 1801, et mort à Paris le 25 novembre 1872.

## Biographie
Étienne-Théodore Dommey est le fils de parents Français émigrés en Allemagne, d'une famille originaire de Rouen. Ses parents sont revenus en France en 1813. Il est commence à étudier les beaux-arts à l'école gratuite de dessin, puis est admis à l'école des beaux-arts le 29 mai 1818. Il a été l'élève de Jean-Baptiste-Omer Lavit, d'Antoine-Laurent-Thomas Vaudoyer et Hippolyte Le Bas. Pendant ses études, il a obtenu des premiers prix et des médailles. Il participe au concours du prix de Rome en 1825 et reçoit la mention honorable, en 1826 où il obtient la mention honorable avec médaille, et en 1827. Il obtient le prix départemental en 1827.
En 1823, il est admis dans l'administration des travaux publics de la Ville de Paris comme inspecteur des travaux pour surveiller la construction de l'église Notre-Dame-de-Lorette construite par Hippolyte Le Bas.
En 1827, il obtient le premier prix pour la construction du palais de justice de Lille et d'une maison d'arrêt. Il a obtenu un autre premier prix pour les abattoirs de Rouen, en 1834, qu'il a construit. En 1840, il a obtenu le troisième prix pour le théâtre de Moulins.
Après la fin de la construction de l'église Notre-Dame-de-Lorette, en 1836, il est nommé inspecteur des travaux d'agrandissement et d'isolement du palais de justice. En 1840, après la mort de Jean-Nicolas Huyot, il est adjoint de Joseph-Louis Duc. Ils présentent un nouveau projet partiel sur la base de celui de Huyot. Il travaille sur la construction du palais de justice jusqu'en 1867, en particulier la façade de la Conciergerie de Paris. Il est remplacé en 1867 par Honoré Daumet.
Il est architecte en chef de la Ville de Paris en 1864. En 1865, il est chargé par le préfet de la Seine d'examiner les plans présentés par les autres architectes pour Paris.
Il est membre fondateur de la Société centrale des architectes à partir de 1840 et de la Fondation Taylor en 1845.
Il a été inhumé le 27 novembre 1872 au cimetière de Montmartre (division 21).

## Élèves d'Étienne-Théodore Dommey
Il a été professeur chef d'atelier d'architecture à l'École des beaux-arts. Il a eu pour élève Edmond Ferdinand Garrel, en 1842, François Thierry-Ladrange, en 1844, Louis Joseph Simon, en 1849, Auguste Ernest Dupuis, en 1849, Charles Louis Philippe Arnoul, en 1852, Narcisse Gravereaux, en 1858, Adolphe Eugène Rocher, en 1858, Louis Auguste Dupuy, en 1861, Émile Hanoyé, en 1862, Hippolyte Hanoyé, en 1862, Georges Ollier, en 1863.

## Distinction
- Chevalier de la Légion d'honneur, le 11 août 1864[7].

## Publications
- Joseph-Louis Duc et Étienne-Théodore Dommey, « Rapport adressé à M. le Préfet de la Seine sur les antiquités romaines trouvées au Palais de justice dans le courant des mois de juin et juillet 1845 », Mémoires de la Société royale des antiquaires de France, t. 18,‎ 1846, p. 331-340 (lire en ligne)
- Joseph-Louis Duc et Étienne-Théodore Dommey, Rapport sur l'isolement de la Sainte-Chapelle, Paris, Vinchon imprimeur, 1849 (lire en ligne)